# Nikolaj Pavlovič Anciferov
Nikolaj Pavlovič Anciferov (in russo Николай Павлович Анциферов?; Sofievka, 25 luglio 1889, 13 luglio del calendario giuliano – Mosca, 2 settembre 1958) è stato uno storico ed etnologo sovietico.

## Biografia
Nato nella tenuta del casato Potocki di Sofievka, si trasferì nel 1908 a San Pietroburgo, dove frequentò l'Università Statale.
Fra gli oggetti dei suoi studi va ricordato in particolare il mito di Pietroburgo, la cui nascita e storia analizzò in vari volumi, fra i quali L'anima di Pietroburgo (Душа Петербурга, 1922), La Pietroburgo di Dostoevskij (Петербург Достоевского, 1923) e Realtà passata e mito di Pietroburgo (Быль и миф Петербурга, 1924).
Morì a Mosca e fu sepolto nel Cimitero di Vagan'kovo.